# 1930 års trafikkommitté

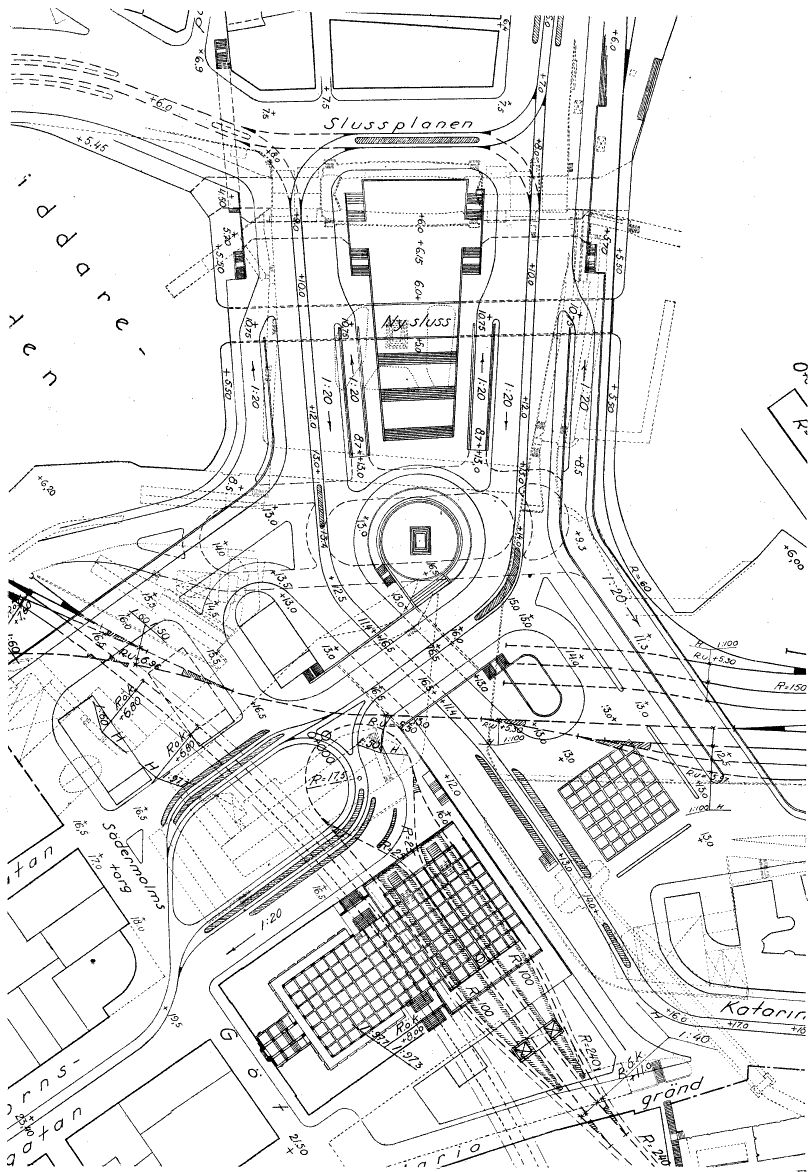
"Huvudplan för reglering av slussområdet." Teknisk tidskrift 1931.

1930 års trafikkommitté tillsattes den 6 mars 1930 av Stockholms stads stadskollegium på initiativ av borgarrådet Yngve Larsson med uppgift att lösa huvudstadens stora lokaltrafikproblem genom att samla berörda förvaltningschefer och experter runt uppgiften. Till resultatet av kommitténs arbete räknas framförallt Södertunneln (invigd 1933) och Slussen (1935).
Gatu- och trafikborgarrådet Yngve Larsson blev själv kommitténs ordförande, och stärkte därigenom genom sitt grepp om Stockholms stadsbyggande. Ledamöter var även borgarråden Gottfrid Björklund (vice ordförande) och Harry Sandberg samt fyra fullmäktigeledamöter. För kommittén och den påföljande Slussbyggnadskommittén arbetade bland andra byråingenjören vid stadsplanekontoret Gösta Lundborg, arkitekterna Tage William-Olsson och Holger Blom, och konstruktören Lennart Rönnmark.

## Slussbyggnadskommittén

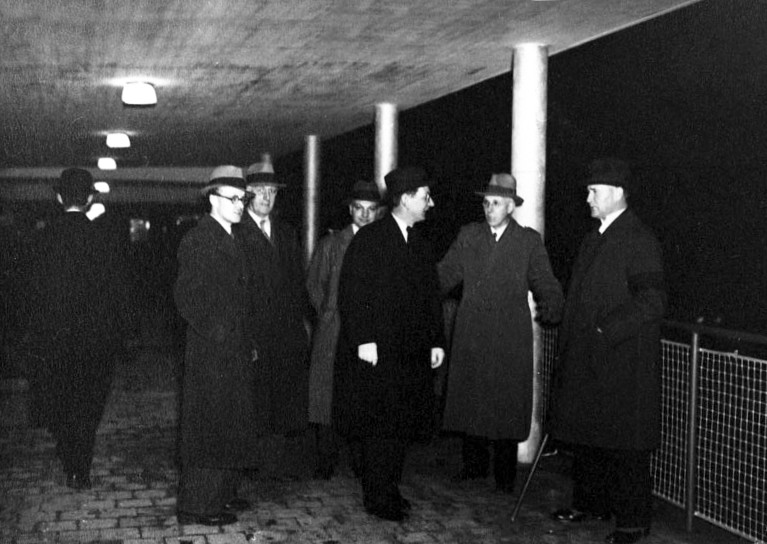
Slussbyggnadskommittén i "Gula gången" under Slussens trafikmaskineri.
Holger Blom till vänster (med glasögon), och ordföranden Yngve Larsson (tredje från höger). Längst till höger troligen Harry Sandberg.

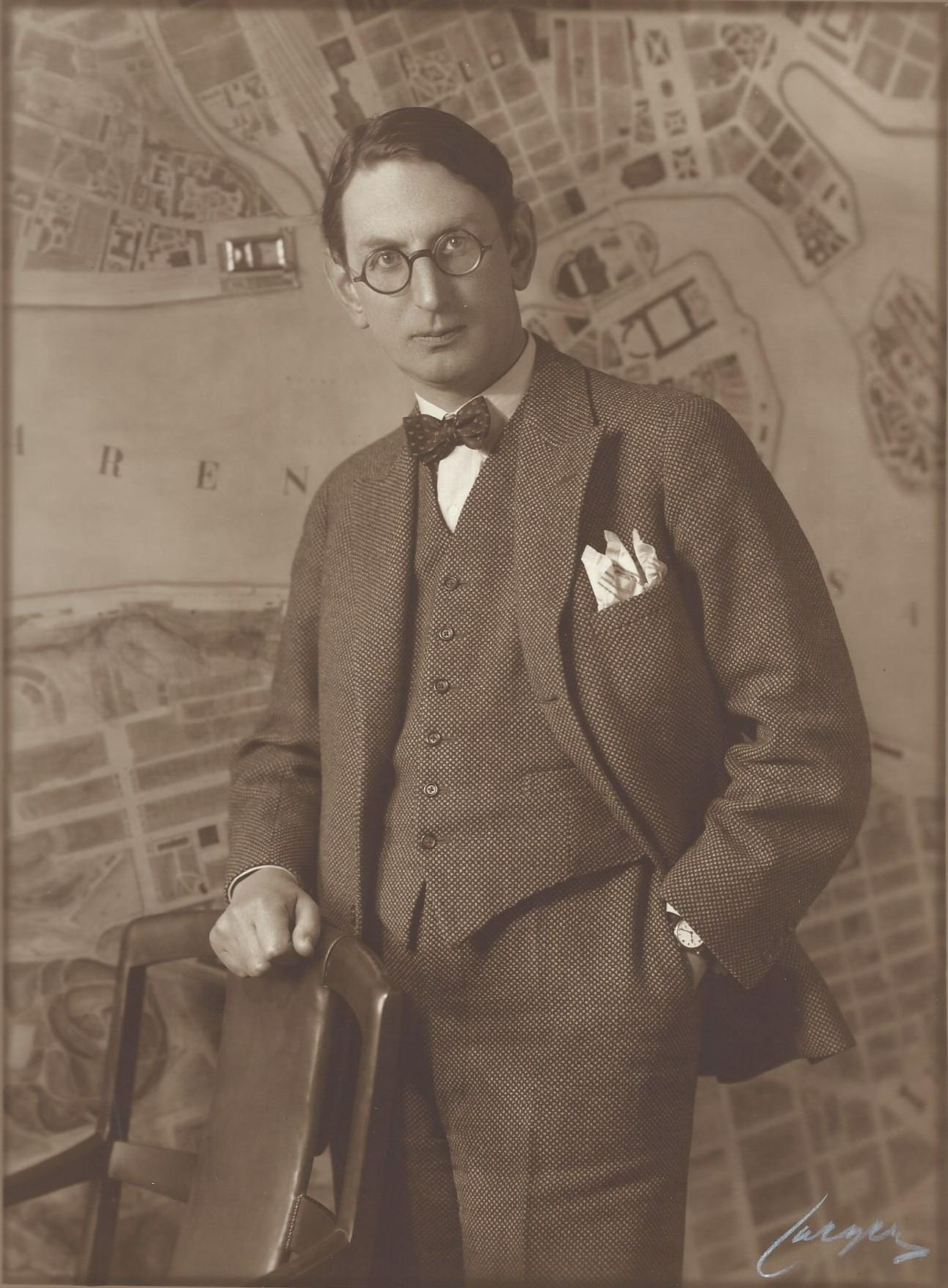
Ordföranden Yngve Larsson porträtterad för Hvar 8 dag två veckor innan beslutet om Slussen och Södertunneln.

Till resultatet av kommitténs arbete räknas genomdrivandet av beslutet 30 mars 1931 att bygga det nya trafiksystemet Slussen (invigt 1935) och Södertunneln. För genomförandet av Slussen tillsattes Slussbyggnadskommittén, även den med Larsson som ordförande. Övriga ledamöter var Björklund, slussbyggets chef kaptenen Carl Thulin, gatudirektören Nils Knut Sundblad, hamndirektören Salomon Vinberg och fastighetsdirektören Axel Dahlberg.
Kommittén avbildades av konstnären John Hedberg i en målning som idag återfinns på Stockholms stadsmuseum.

## Betänkanden
- 1930 års trafikkommitté (1931). Tunnel för södra förortsbanorna Skanstull - Slussen, reglering av Slussområdet : betänkande med förslag avgivet av 1930 års trafikkommitté den 5 februari 1931. Stadskollegiets utlåtanden och memorial. Stockholm. Libris 9611566
- 1930 års trafikkommitté (1934). Lokaltrafikens ordnande i Stockholm : Betänkande med förslag avgivet den 22 mars 1934. Stadskollegiets utlåtanden och memorial. Stockholm. Libris 1349775